# 住友不動産
住友不動産株式会社（すみともふどうさん、英: Sumitomo Realty & Development Co., Ltd.）は、東京都新宿区西新宿に本社を置く、住友グループの大手不動産会社。住友グループ広報委員会に属する。
日経平均株価およびTOPIX Large70、JPX日経インデックス400の構成銘柄の一つ。

## 概説
三井不動産と三菱地所に次ぐ大手不動産ディベロッパーである。分譲・賃貸などリテール事業に強い。2014年のマンション供給戸数ランキングでは全国1位（6,308戸）、首都圏1位（5,190戸）、近畿圏8位（677戸）。また都内を中心に200を超えるビルを保有・運営している。2018年時点での土地保有額は競合の三井不動産や三菱地所を上回り全産業中1位。
住友直系企業グループ（白水会）の中でも、住友財閥時代の旧・住友本社を継承しているという点で、他の住友系企業とは違った特別な存在意義を持っている。「住友家」の不動産資産を継承しており、そのため以前は住友家当主・第16代住友吉左衛門友成が住友不動産の筆頭株主であった。また住友家評議員会の事務局が、住友不動産内に置かれていることからも、旧・住友本社的な性格を持っていることが窺える。

## 沿革
- 1949年 - 財閥解体により旧住友本社の不動産部門を譲り受け、泉不動産株式会社を設立する（泉は住友家の屋号「泉屋」に由来する）。所有ビルは東京住友ビル、神戸住友ビル、京都住友ビルの3棟。第16代住友吉左衛門が株式13.9％を保有する筆頭株主となる。
- 1957年 - 住友不動産株式会社に商号変更。
- 1963年 - 清算中の株式会社住友本社を吸収合併。香港に現地法人、香港住友置業有限公司を設立。
- 1970年 - 東京・大阪両証券取引所第2部に株式上場。
- 1971年 - 東京・大阪両証券取引所第1部に指定替え。
- 1972年 -アメリカ・ ロサンゼルスに現地法人、住友不動産カリフォルニアを設立。
- 1973年 - 住友不動産建物サービス株式会社を設立。
- 1974年 - 東京都新宿区西新宿に超高層ビル「新宿住友ビル」完成。本社を東京都千代田区丸の内の東京住友ビルから同ビルへ移転。
- 1975年 - 住友不動産販売株式会社を設立。
- 1980年 - 住友不動産シスコン株式会社を設立。
- 1982年 - 住友不動産ホーム株式会社を設立。東京都新宿区に超高層ビル「新宿NSビル」完成。本社を新宿住友ビルから同ビルへ移転。
- 1987年 -アメリカ・ ニューヨーク五番街666番地ビル（ティッシュマンビル）取得。
- 1996年 - 一戸建て住宅向けのリフォームシステム「新築そっくりさん」販売開始。
- 1999年 - 個人向けファンド「サーフ九段下」販売開始。一口500万円以上。
- 2003年 - 「新築そっくりさん」の新商品「そっくりオール電化住宅」を静岡県にて限定販売。
- 2014年 - 横浜市西区のパークスクエア三ツ沢公園にて施工不良が発覚。
- 2017年 - 住友不動産販売株式会社を完全子会社化。
- 2019年10月1日 - プライムクエスト・スリー株式会社およびプライムクエスト・フォー株式会社を合併。

## 歴代社長
| 代         | 氏名       | 就任日   | 退任日   | 出身校                 | 備考     |
| 泉不動産   | 泉不動産   | 泉不動産 | 泉不動産 | 泉不動産               | 泉不動産 |
| ---------- | ---------- | -------- | -------- | ---------------------- | -------- |
| 1          | 菅野秀次郎 | 1949年   | 1956年   | 東京帝国大学法学部     |          |
| 2          | 瀬山誠五郎 | 1956年   | 1957年   | 東京帝国大学法学部     |          |
| 住友不動産 |            |          |          |                        |          |
| 2          | 瀬山誠五郎 | 1957年   | 1974年   | 東京帝国大学法学部     |          |
| 3          | 安藤太郎   | 1974年   | 1985年   | 東京帝国大学           |          |
| 4          | 高城申一郎 | 1985年   | 1994年   | 東京帝国大学経済学部   |          |
| 5          | 高島準司   | 1994年   | 2007年   | 東京大学法学部         |          |
| 6          | 小野寺研一 | 2007年   | 2013年   | 早稲田大学政治経済学部 |          |
| 7          | 仁島浩順   | 2013年   | 現職     | 東京大学経済学部       |          |

## 主なビル・住宅など

### オフィスビル
- 霞山ビル（1964年）
- 新宿住友ビルディング（1974年）

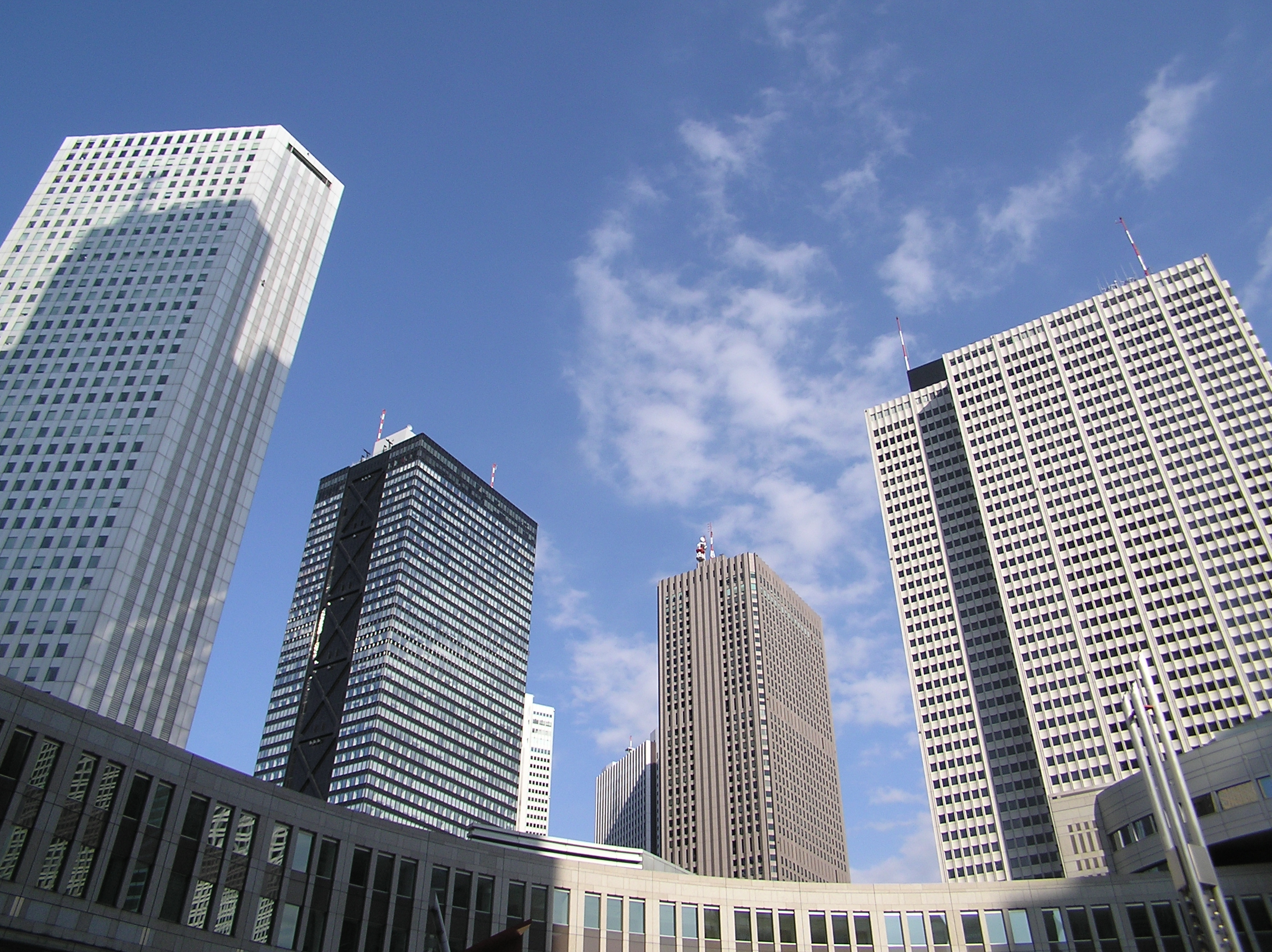
（左）新宿住友ビルディング

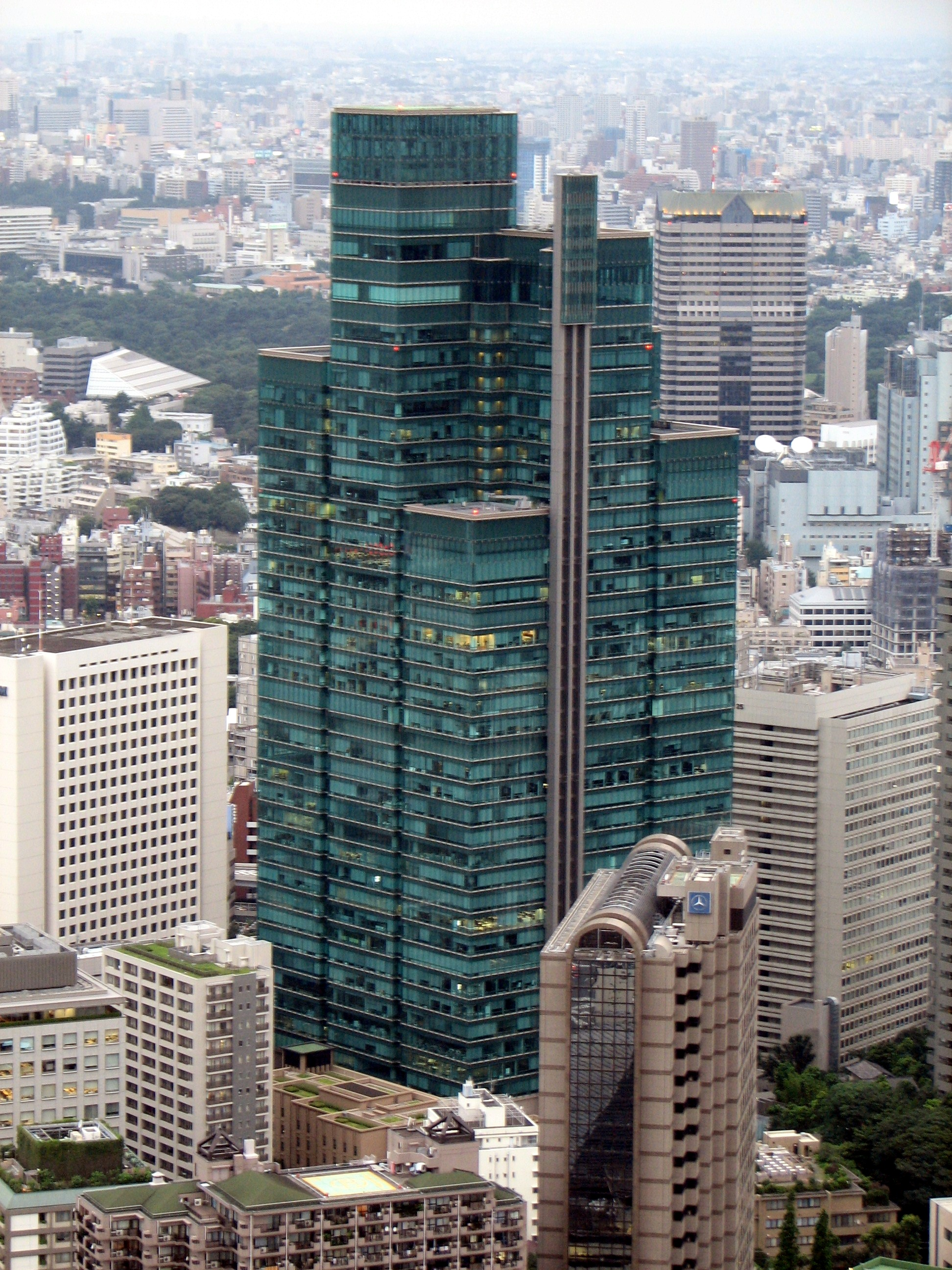
泉ガーデンタワー

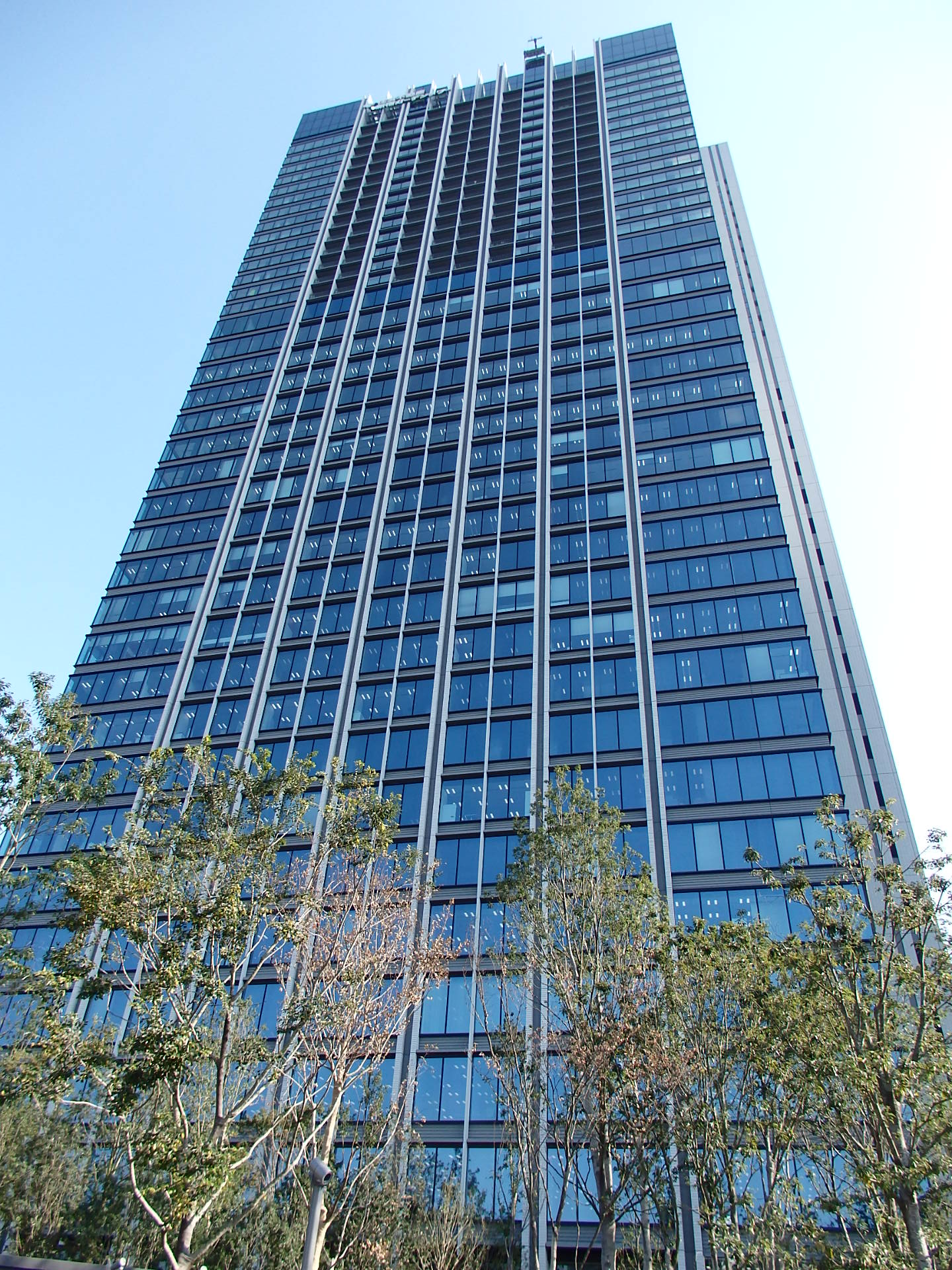
新宿ガーデンタワー

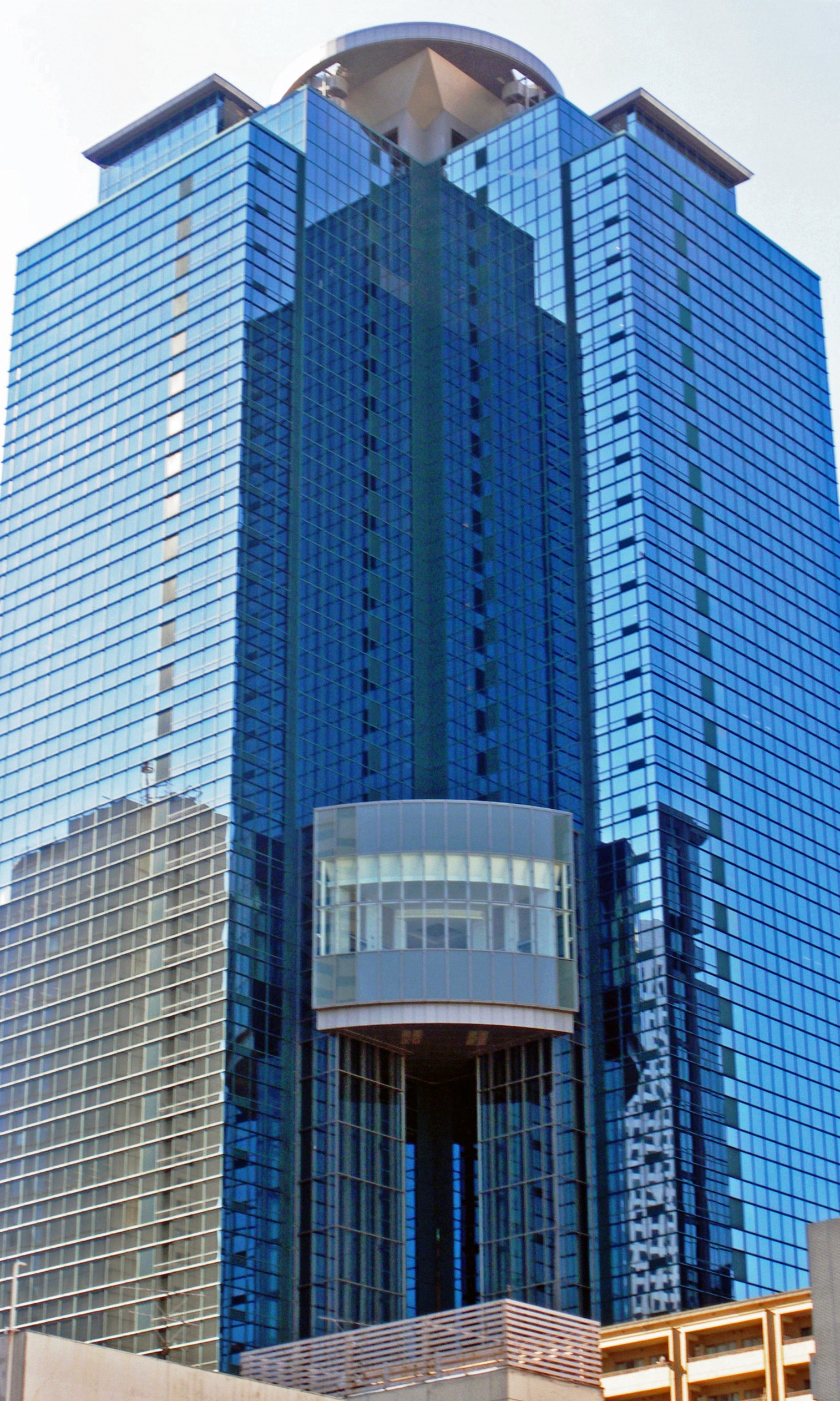
住友不動産新宿オークタワー

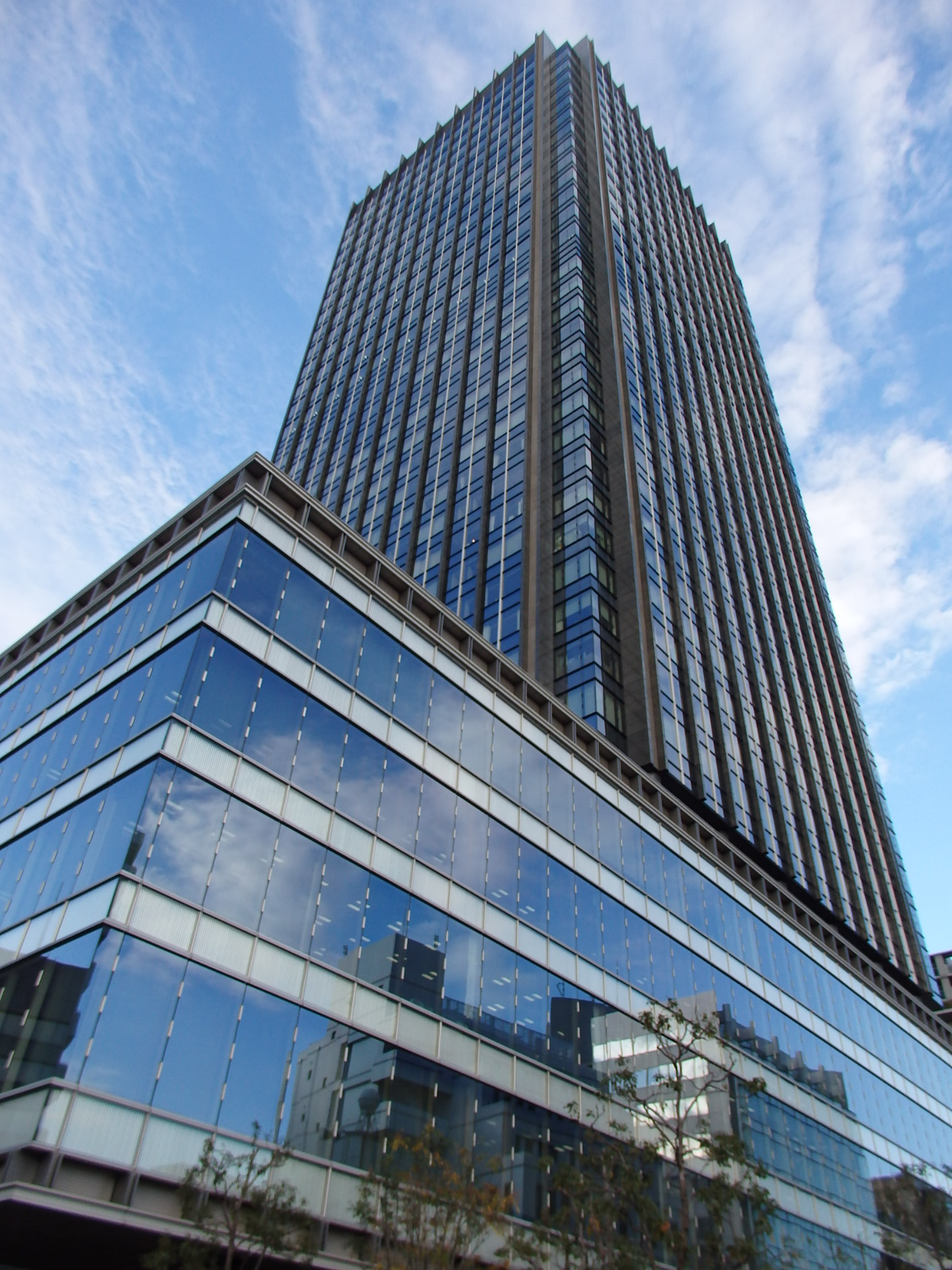
住友不動産飯田橋ファーストタワー

- パナソニック東京本社ビル（旧:ナショナルビル） - 1号館のみパナソニックと共有により保有。1975年、東京都港区東新橋（汐留）
- 京都住友ビル - 1976年建替。会社設立時の所有物件のひとつ。
- 住友中之島ビル - 1977年、大阪府大阪市北区中之島
- 住友三田ビル - 1978年、東京都港区
- 住友不動産日比谷ビル - 1980年、東京都港区
- 新宿NSビル - 1982年、東京都新宿区
- 渋谷インフォスタワー（1998年）
- 住友中野坂上ビル - 市街地再開発事業、1999年、東京都中野区
- 住友不動産芝公園ファーストビル（2000年）
- 東京スポーツスクエア（2001年）
- 住友不動産芝公園タワー（2001年）
- 泉ガーデンタワー - 2002年、東京都港区六本木一丁目
- 新宿文化クイントビル - 2003年、東京都渋谷区代々木
- 新宿オークシティ・住友不動産新宿オークタワー（2003年）
- 汐留住友ビル（2004年） - 汐留再開発地区のD北2街区
- 千代田ファーストビル（2004年）
- 東京汐留ビルディング（2005年）
- 住友不動産三田ツインビル（2006年、現・住友不動産東京三田サウスタワーおよび住友不動山三田ファーストビル）
- 住友不動産原宿ビル
- 住友不動産飯田橋ファーストタワー（2007年）
- 住友不動産西新宿ビル（2009年）
- 住友不動産神田ビル2号館（2009年）
- 住友不動産渋谷ファーストタワー（2010年）
- 新宿セントラルパークシティ（2010年）
- 住友不動産新宿グランドタワー（2011年）
- 東京日本橋タワー（2015年）
- 住友不動産新宿ガーデンタワー（2016年）
- 住友不動産六本木グランドタワー（2016年）
- 住友不動産麻布十番ビル（2017年）
- 住友不動産大崎ガーデンタワー（2018年）
- 住友不動産御成門タワー（2018年）
- 住友不動産秋葉原駅前ビル（2019年）
- 住友不動産秋葉原ファーストビル（2019年） - ヤマギワビル（ヤマギワリビナ本館）およびエディオン秋葉原本店（旧石丸電気本店ビル）跡地
- 住友不動産麹町ガーデンタワー（2020年）
- 住友不動産東京三田ガーデンタワー（2023年）

### 主な住宅開発

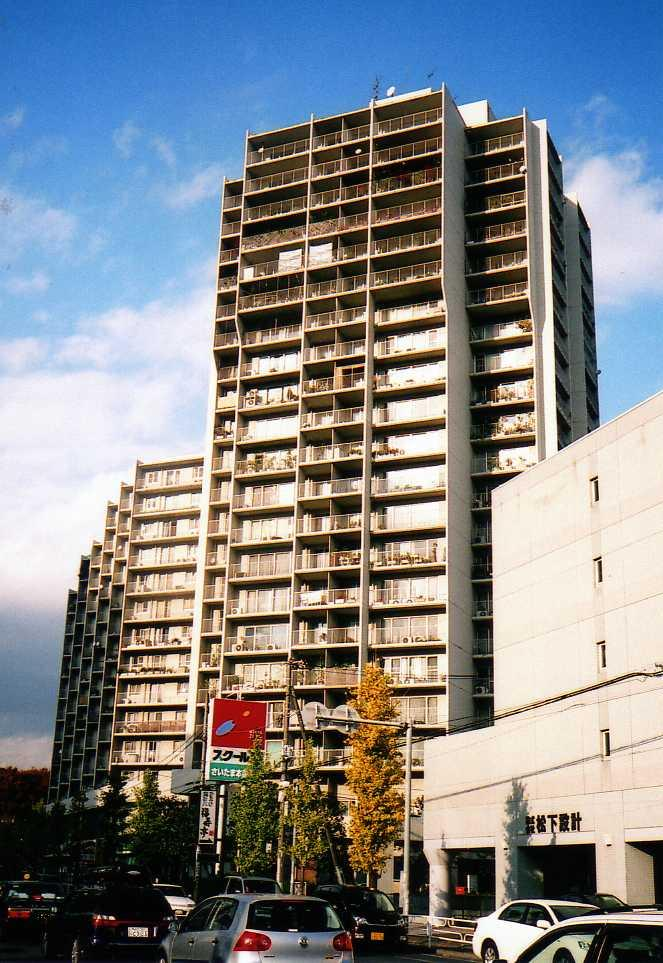
与野ハウス

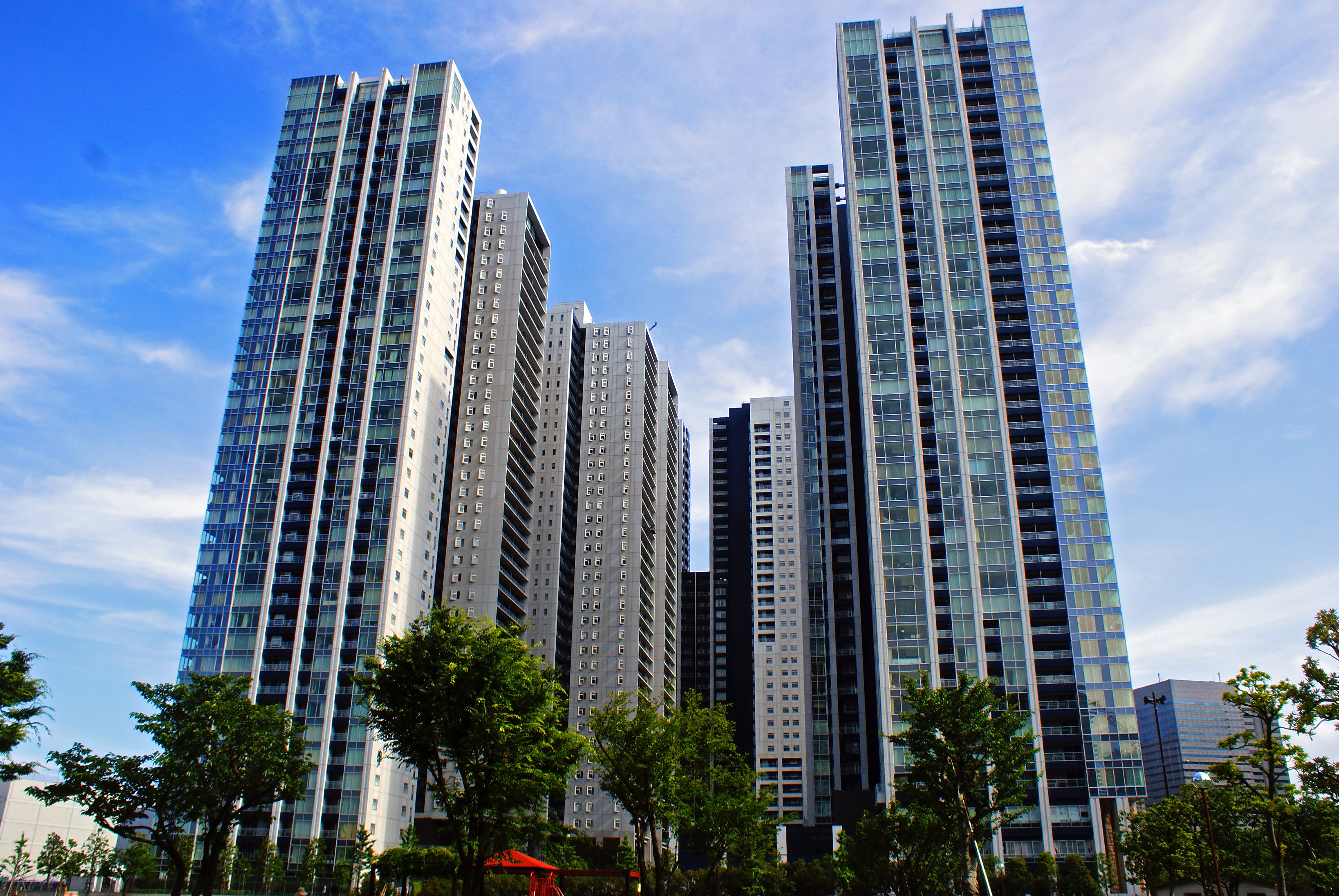
ワールドシティタワーズ

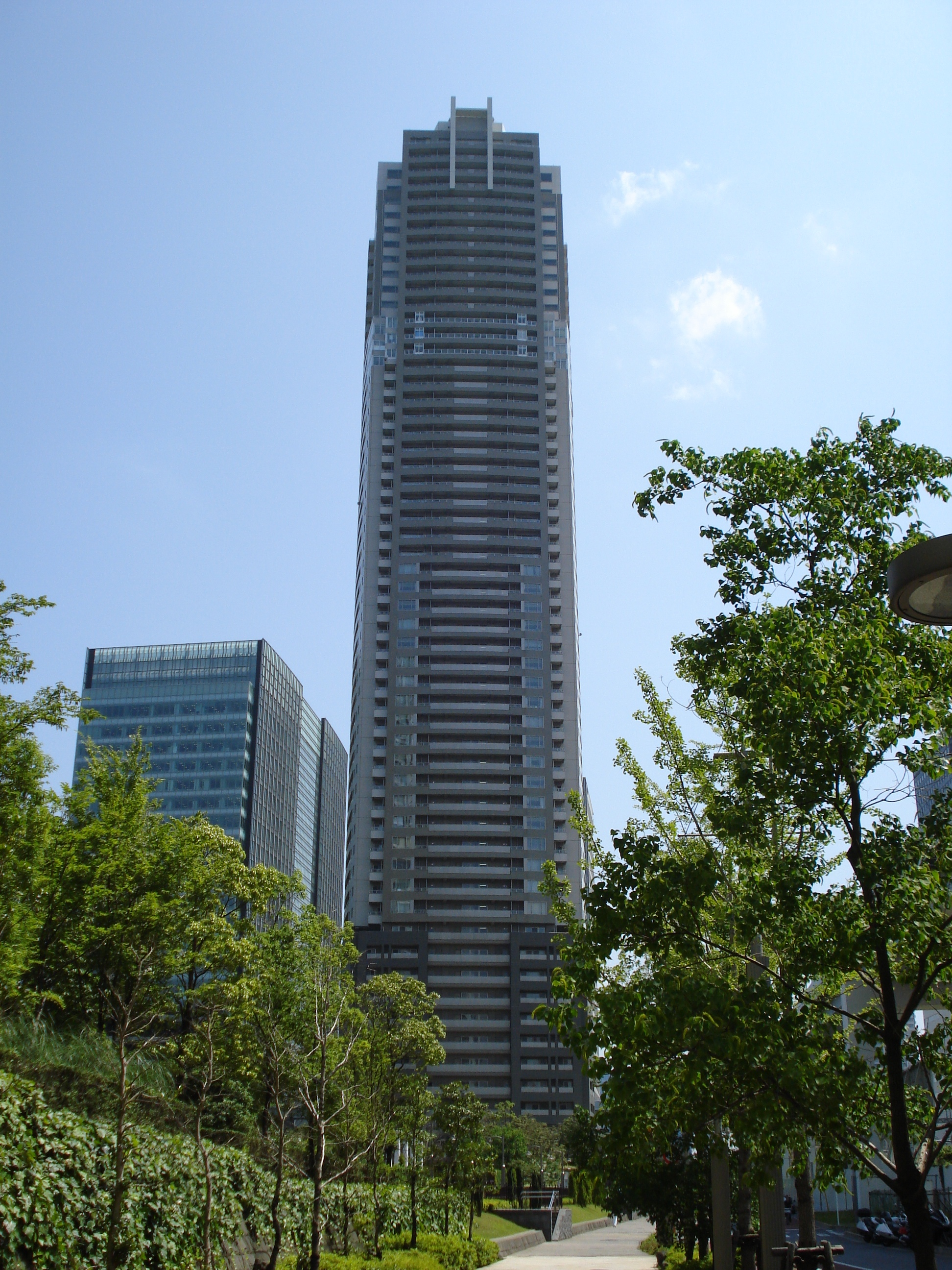
アクティ汐留

- 目白台アパート - 1962年、東京都文京区
- 広尾ガーデンヒルズ分譲 - 共同事業、1982年、東京都渋谷区
- 千葉ガーデンタウン分譲 - 共同事業、1972年、千葉県千葉市
- 東京ツインパークス - 共同事業
- アクティ汐留 - 45から56階を「ラ・トゥール汐留」として賃貸運営
- セントラルレジデンス新宿シティタワー - 2000年 東京都新宿区
- 住友活機園管理
- 南陽台（東京都八王子市） - 共同事業
- ソララガーデン - 仙台市
- 千葉港中央地区土地造成事業 - 共同事業、1964年から
- 浜芦屋マンション分譲 - 1964年から、兵庫県神戸市
- 北袖ヶ浦埋立工事 - 1966年から、千葉県
- 与野ハウス - 1976年、埼玉県さいたま市中央区下落合、日本初の超高層。
- 夙川グリーンタウン - 市街地再開発事業、1977年、兵庫県西宮市
- 相武台グリーンパーク分譲 - 1978年、神奈川県相模原市
- 川越グリーンパーク - 1982年、埼玉県川越市
- ニューヨーク五番街666番地ビル（ティッシュマンビル）（1987年）
- シーサイドももち分譲 - 共同事業、1989年（平成元年）、福岡県福岡市
- シティタワー仙台（1991年）
- のっぽろシティハウス（1992年、北海道江別市）
- 川崎駅前タワー・リバーク - 1994年、神奈川県川崎市
- パークスクエア浦和 - 1996年、埼玉県浦和市（現さいたま市桜区）
- イーストパークス大島分譲 - 1996年、東京都江東区、 団地建替事業では日本最大級
- パークスクエア横浜 - 2000年、神奈川県横浜市
- セントラルレジデンス新宿シティタワー（2001年）
- 東京メガシティ（東京都北区、2003年）
- 大崎ウエストシティタワーズ（2008年）
- セントラルパークタワー・ラ・トゥール新宿（2010年）
- サザンスカイタワー八王子（2010年）
- 学園前（奈良県奈良市） - 共同事業
- パークスクエア相模大野タワー＆レジデンス
- ユニー水戸店・田原屋水戸店跡複合高層施設開発
- シティテラス板橋蓮根（2012年）
- シティハウス浦和高砂 - 2013年、さいたま市浦和区
- シティテラス戸田公園 - 2014年、埼玉県戸田市
- SKY FOREST RESIDENCE TOWER（2014年）
- ラ・トゥール千代田
- ラ・トゥール千代田富士見
- 目白ガーデンヒルズ
- シティテラス草加松原（2015年）
- シティテラス越谷レイクタウン（2017年）
- シティテラス八潮（2017年）
- グランドミレーニア（2015年）
- スカイティアラ（2015年）
- シティハウス東池袋（2016年）
- シティテラス小金井公園（2017年）

- シティタワー シリーズ（高層ビル型マンション）
  - 西早稲田シティタワー（1999年）
  - ワールドシティタワーズ - 2004年、東京都港区
  - シティタワー新宿新都心
  - シティタワー大阪 - 2002年、大阪府大阪市
  - シティタワー高輪 - 2002年、東京都港区
  - シティタワー池袋（2003年）
  - 横浜シティタワー馬車道（2003年）
  - シティタワー大阪（2003年）
  - シティタワー大崎（2004年）
  - シティタワー新宿新都心（2005年）
  - シティタワー前橋千代田町（2006年）
  - シティタワー仙台五橋（2007年） - 宮城県仙台市五橋
  - シティタワー大阪福島
  - シティタワー福島（2007年）
  - シティタワー西梅田 - 新日鉄都市開発との共同事業（2007年）
  - シティタワーグラン天王寺 - 共同事業
  - シティタワー九段下（2007年）
  - シティタワーズ豊洲ザ・ツイン - 共同事業、 2008年から、東京都江東区
  - シティタワー豊洲
  - シティタワー品川（2008年）
  - シティタワー麻布十番（2008年）
  - シティタワー勾当台公園（2008年）
  - シティタワー東陽町（2008年）
  - メガシティタワーズ - 2009年から、大阪府八尾市
  - シティタワー有明（2010年）
  - シティタワー蕨（2010年）
  - シティタワー宇都宮（2010年）
  - シティタワー池袋ウエストゲート（2010年）
  - シティタワー大泉学園（2010年）
  - シティタワー仙台花京院（2010年）
  - シティタワー郡山（2010年）
  - シティタワー新潟（2010年）
  - シティタワー浜松（2010年）
  - シティタワー大阪天満（2010年）
  - シティタワー松山西堀端（2010年）
  - シティタワーさいたま新都心（2012年）
  - シティタワー上野池之端（2012年）
  - シティタワー山形七日町（2012年）
  - シティタワー神戸三宮（2013年）
  - シティタワー武蔵小杉（2016年）
  - シティタワー金町（2016年）
  - シティタワー広島（2016年）
  - シティタワー国分寺 ザ・ツイン（2018年）
  - シティタワー東梅田パークフロント（2018年）
  - シティタワー品川パークフロント（2018年）
  - シティタワー銀座東（2019年）
  - シティタワーズ東京ベイ（2019年）
  - シティタワー大阪本町 (2021年)

### ホテル
- ホテル・ニッコー・ダーリングハーバー - 1991年、オーストラリア・シドニー
- スターウッド・ホテル&リゾート - 共同事業
- ホテルヴィラフォンテーヌ（ビジネスホテルチェーン） - 住友不動産ヴィラフォンテーヌ
- ヴィラージュ（リゾートホテルチェーン） - 住友不動産ヴィラフォンテーヌ

## グループ企業
- 住友不動産ステップ（旧・住友不動産販売）
- 住友不動産建物サービス
- 住友不動産シスコン
- 住友不動産リフォーム
- 住友不動産ベルサール
- 住友不動産ヴィラフォンテーヌ
- 住友不動産商業マネジメント
- 泉レストラン
- 住友不動産エスフォルタ
- いずみ保険サービス

## スポンサー番組

### 現在
- 夢遺産～リーダーの夢の先～（テレビ東京・住友不動産グループ名義ではなく、単独での提供。）※2017年10月2日放送開始。

### 過去
- FNNスーパータイム（フジテレビ）
- 太陽の犬（日本テレビ）[7]
- 恋はハイホー!（日本テレビ）[7]
- クイズ世界はSHOW by ショーバイ!!（日本テレビ）[7]